# Goczałkowice-Zdrój (gmina)
Pour les articles homonymes, voir Goczałkowice-Zdrój (homonymie).
La gmina de Goczałkowice-Zdrój est une commune rurale de la voïvodie de Silésie et du powiat de Pszczyna. Elle s'étend sur 48,64 km2 et comptait 6 263 habitants en 2006. Son siège est le village de Goczałkowice-Zdrój qui se situe à environ 6 kilomètres au sud-est de Pszczyna et à 35 kilomètres au sud de Katowice.

## Gminy voisines
La gmina de Goczałkowice-Zdrój est voisine des gminy de Chybie, Czechowice-Dziedzice, Pszczyna et Strumień.